# Mortal Kombat 1
Mortal Kombat 1 is het twaalfde spel in de Mortal Kombat-reeks; een serie die bekendheid kreeg om het vele geweld en bloed. Het spel verscheen wereldwijd op 19 september 2023 voor de PlayStation 5, Xbox Series, Switch en Windows.
Het spel is naast een reboot ook een vervolg op het spel Mortal Kombat 11, en volgt de nieuwe tijdlijn die werd gecreëerd door Liu Kang. In deze nieuwe tijdlijn stelt Fire Liu Kang een groep vechters samen om deel te nemen aan het toernooi in Outworld, terwijl hij strijdt tegen een groep vechters van de krachtige en dodelijke Shang Tsung.
Mortal Kombat 1 ontving positieve recensies in de vakbladen en heeft op recensieverzamelwebsite Metacritic een score van 82% voor de pc, 83% voor de PlayStation 5, en 85% voor de Xbox Series-versie. De Switch-versie werd echter bijzonder slecht ontvangen vanwege de vele bugs, problemen met framerate en tegenvallende graphics. Nintendo Life beoordeelde deze Switch-versie met een 4.

## Personages
Het spel bevat 22 speelbare personages in de vorm van opnieuw ontworpen versies van eerdere MK-personages. Hieronder zijn ook enkele personages toegevoegd die niet meer voorkwamen sinds Armageddon uit 2006. Daarnaast zijn er 6 personages die zijn uitgebracht in het DLC-pakket "Kombat Pack". In deze lijst zijn meerdere personages vrij te spelen na een level-up.
Hoofdpersonages:
- Ashrah
- Baraka
- General Shao
- Geras
- Havik
- Johnny Cage
- Kenshi
- Kitana
- Kung Lao
- Li Mei
- Liu Kang
- Mileena
- Nitara
- Raiden
- Rain
- Reiko
- Reptile
- Scorpion
- Sindel
- Shang Tsung
- Smoke
- Sub-Zero
- Tanya

Kombat Pack (DLC)
- Ermac
- Homelander
- Omni-Man
- Peacemaker
- Quan Chi
- Takeda

Kameo Fighters:
- Cyrax
- Darrius
- Frost
- Goro
- Jax
- Kano
- Kung Lao
- Motaro
- Sareena
- Scorpion
- Sektor
- Shujinko
- Sonya Blade
- Stryker
- Sub-Zero

Kombat Pack:
- Ferra
- Janet Cage
- Khameleon
- Mavado
- Tremor